# Finteușu Mic, Maramureș
Finteușu Mic este un sat în comuna Satulung din județul Maramureș, Transilvania, România.

## Istoric
Prima atestare documentară: 1231 (Finteus, Fenteus). 

## Etimologie
Etimologia numelui localității: Din top. Finteuș (din n.fam. Finta (> Fintea, Finteș) < magh. finta „pieziș, strâmb") + determinantul Mic. 

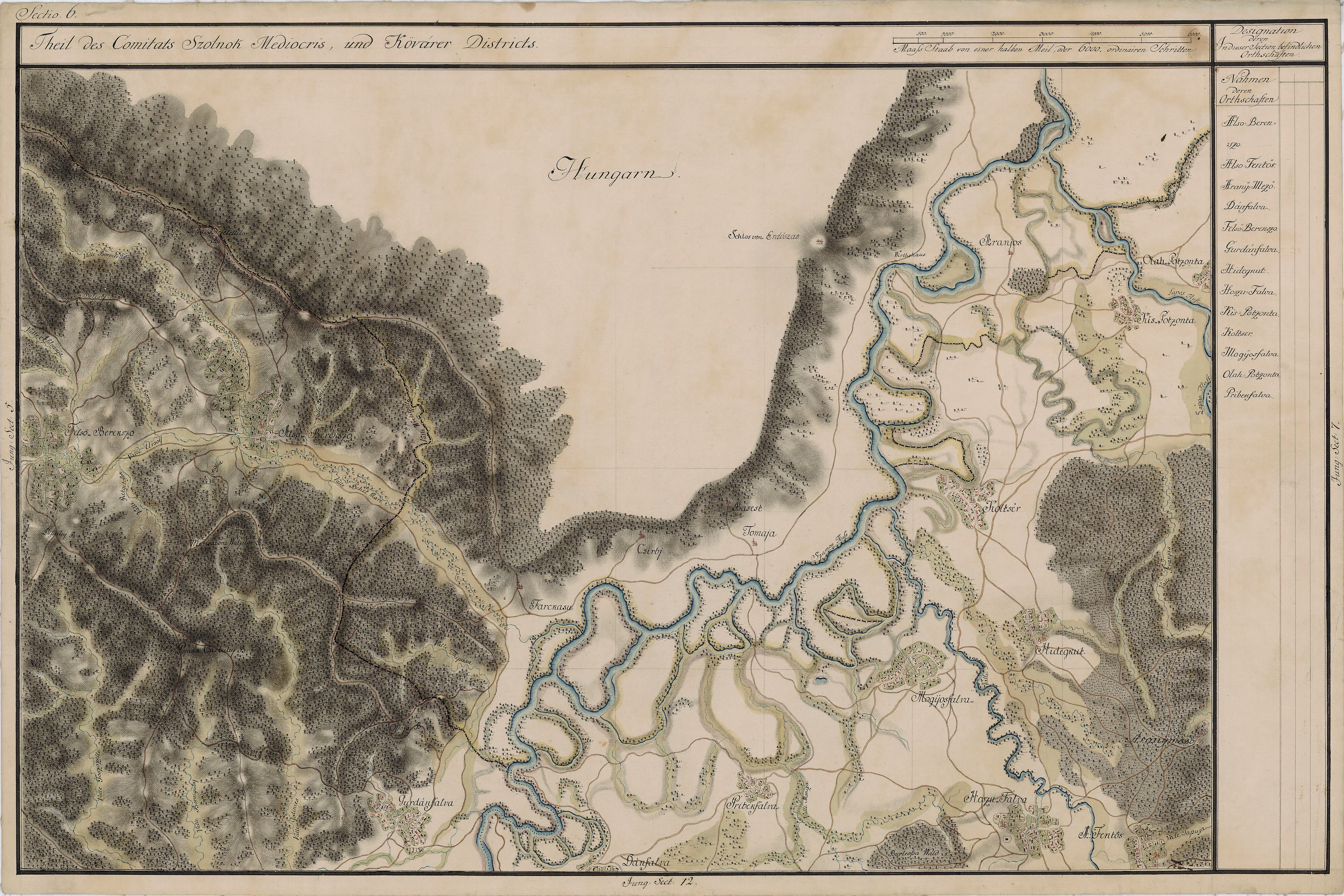
Finteuşu Mic în Harta Iosefină a Transilvaniei

## Demografie
La recensământul din 2011, populația era de 1.189 locuitori. 